# HIV Medicine
HIV Medicine, abgekürzt HIV Med., ist eine wissenschaftliche Fachzeitschrift, die vom Wiley-Blackwell-Verlag im Auftrag der British HIV Association und der European AIDS Clinical Society veröffentlicht wird. Die Zeitschrift erscheint derzeit mit zehn Ausgaben im Jahr. Es werden Arbeiten veröffentlicht, die sich mit allen Aspekten von HIV/AIDS beschäftigen.
Der Impact Factor lag im Jahr 2014 bei 3,988. Nach der Statistik des ISI Web of Knowledge wird das Journal mit diesem Impact Factor in der Kategorie Infektionskrankheiten an 18. Stelle von 78 Zeitschriften geführt.